# Black Jack Anderson
Black Jack Anderson (* 19. Jahrhundert; † 1835 auf Middle Island, Recherche-Archipel vor Western Australia, Australien) war ein Schwarzamerikaner, der in den 1820/1830er Jahren an der Südküste Australiens als Pirat sein Unwesen trieb. Da er der einzige dokumentierte Pirat Australiens war, ist er in Australien sehr bekannt.

## Leben

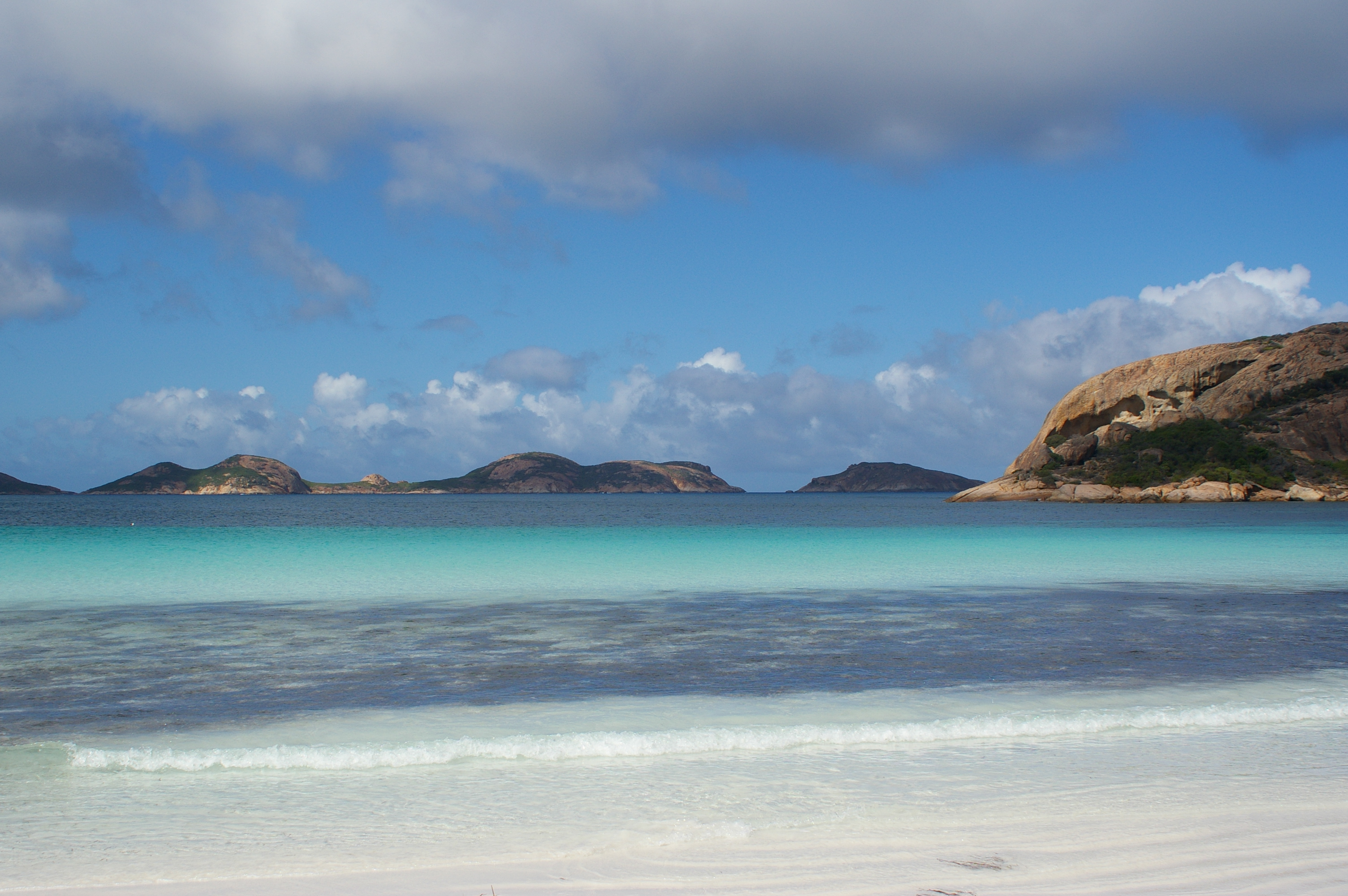
Recherche-Archipel am Cape Le Grand National Park

Black Jack Anderson war ein Walfänger aus Massachusetts, der 1826 auf dem Walfängerschiff Vigilant den australischen King George Sound erreichte. Zur damaligen Zeit befand sich in diesem Gebiet nur im King George Sound ein Handelsgeschäft, das auch Spirituosen führte. Dort kam es zu einer Auseinandersetzung der betrunkenen Mannschaft der Vigilant und anderen Seeleuten, in deren Folge ein Seemann getötet wurde. Es ist nicht belegt, dass Anderson der Mörder war, aber er stahl ein Boot und floh mit vier weiteren Männern auf die Inseln des Recherche-Archipels.
An diesem Archipel kamen damals alle Schiffe vorbei, die von Europa nach Australien segelten und in dem Sund ankerten, deshalb war es ein idealer Ausgangspunkt für Piraten. Das Piratennest auf der Middle Island des Recherche-Archipelago, vor der Küste von Western Australia, lag in einem Höhlensystem aus Kalkstein. Die Insel war damals unbewohnt, dicht bewachsen und sie hatte ein natürliches Trinkwasservorkommen.
Black Jack Anderson wird als charismatischer, grausamer und mörderischer Pirat beschrieben. Ein Gericht in Albany stellte fest, dass Anderson Schiffe aufbrachte, Seeleuten Geld raubte und sie mit dem Tode bedrohte. In der Perth Gazette wurde im Oktober 1835 berichtet, dass Andersen und seine Mannschaft Aborigines töteten und ihre Frauen entführten, die ihnen dienen mussten.
Es wird angenommen, dass ihn 1835 Mitglieder seiner Mannschaft in einem Streit töteten und auf Middle Island beerdigten.

## Archäologie
In dem Höhlensystem von Middle Island, das sich auf Meereshöhe herausgebildet hat, wurde im Laufe der Zeit Sand abgelagert und die Archäologie Australiens nimmt an, dass in den Sanden sich Hinterlassenschaften von Robben- und Walfängern einschließlich der Piraten finden lassen. Es wird auch vermutet, dass sich des Weiteren Artefakte von Aborigines finden lassen, die dort seit Jahrtausenden lebten. Es ist geplant im Jahr 2013 Ausgrabungen auf Middle Island vorzunehmen.